# Vin Suprynowicz
Vin Suprynowicz – amerykański polityk, pisarz i dziennikarz o poglądach libertariańskich. Pracuje w Las Vegas Review-Journal, gdzie posiadał własną kolumnę, w której komentował sprawy związane ze swobodami konstytucyjnymi. Jest autorem dwóch esejów: Send In the Waco Killers (1999) oraz The Ballad of Carl Drega (2002). W 2005 wydał swoją pierwszą powieść, którą zatytułował The Black Arrow. W następnym roku otrzymał za nią nominację do Nagrody Prometeusza.
Via urodził się w Connecticut. Chodził do Eaglebrook School, E. O. Smith High School oraz na Wesleyan University. Przez całą swoją edukację, chwytał się różnych zawodów, pracował między innymi jako DJ, kucharz w barze szybkiej obsługi czy nocny recepcjonista w hotelu. Próbował także swoich sił w rock’n’rollowym zespole muzycznym. Swoją karierę pisarską zaczął pracując na pół etatu dla Hartford Advocate. Potem pracował dla Norwich Bulletin jako redaktor wiadomości, Northern Virginia Sun jako redaktor naczelny i Willimantic Chronicle jako reporter. Wszystkie te posady osiągnął przed ukończeniem dwudziestego siódmego roku życia.
W 2000 przyszedł na głosowanie Partii Libertariańskiej w Arizonie, na jakim wybrano kandydata na prezydenta, którym został L. Neil Smith. Via otrzymał wtedy kandydaturę na wiceprezydenta. Kandydatami Partii Libertariańskiej w reszcie 49 stanów byli Harry Browne oraz Art Olivier.
Via jest także członkiem Free State Project oraz regularnym współpracownikiem magazynu strzeleckiego Shotgun News.

## Publikacje
- Send In The Waco Killers: Essays on the Freedom Movement, 1993–1998 (Mountain Media, 1999)
- The Ballad of Carl Drega: Essays on the Freedom Movement, 1994 to 2001 (Mountain Media, 2002)
- The Black Arrow: A Tale of the Resistance (Mountain Media, 2005)
- The Testament of James (Mountain Media, 2014)
- The Miskatonic Manuscript (Mountain Media, 2015)